# Lill-Kåltjärnen
Lill-Kåltjärnen är en sjö i Härjedalens kommun i Härjedalen och ingår i Ljusnans huvudavrinningsområde.